# Parascyllium collare
Parascyllium collare är en hajart som beskrevs av Ramsay och Ogilby 1888. Parascyllium collare ingår i släktet Parascyllium och familjen Parascylliidae. IUCN kategoriserar arten globalt som livskraftig. Inga underarter finns listade i Catalogue of Life.